# Friendly Fires
Friendly Fires er et engelsk indie-pop/ rockband, der den 1. september 2008 udsendte deres selvbetitlede debutalbum.
Af singler fra albummet kan "Jump In The Pool" (produceret af Paul Epworth) og "Paris" nævnes.
Friendly Fires stammer alle fra byen St. Albans, hvor gruppen også har indspillet og produceret deres debutalbum i forsanger Ed MacFarlane's forældres garage.
I slutningen af 2007, mens bandet endnu stod uden pladekontrakt, blev singlen "Paris" Single of the Week i avisen The Guardian, i musikmagasinet NME og også hos Zane Lowe på BBC's Radio 1.
Friendly Fires har tidligere ligget på Soundvenues High 5 liste og har været inkluderet som Breakin' Sound.
Bandnavnet Friendly Fires stammer fra et nummer på post-punkbandet Section 25's debutalbum "Always Now" fra 1981.
Friendly Fires optrådte på Roskilde Festival i 2009 og 2012.